# Шудекский сельсовет
Шудекский сельсовет — муниципальное образование в Янаульском районе Башкортостана.
Согласно «Закону о границах, статусе и административных центрах муниципальных образований в Республике Башкортостан» имеет статус сельского поселения.

## Состав сельсовета
- с. Шудек,
- д. Конигово,
- д. Можга.

## Население
| 2002 | 2009 | 2010 | 2012 | 2013 | 2014 | 2015 |
| ---- | ---- | ---- | ---- | ---- | ---- | ---- |
| 785  | ↗865 | ↘821 | ↘789 | ↘786 | →786 | ↘770 |
| 2016 | 2017 | 2018 |      |      |      |      |
| →770 | ↗773 | ↗776 |      |      |      |      |